# Le Maître ardoisier
Le Maître ardoisier est un roman de Françoise Bourdon publié en 2004.

## Résumé
En 1863, Eugène est ardoisier (écaillon) dans les Ardennes. Avec Lucienne, il a Louis, 21 ans et Benjamine, 11 ans. En 1866 Félicien, ouvrier, a un accident dans la fosse et est amputé d'une jambe. Lucienne meurt en 1872 et Eugène en 1876. Benjamine reprend l'entreprise et en 1884 elle s'éprend de Félicien. En 1885 un ouvrier meurt dans la fosse et Benjamine passe la main à Bertrand, fils de Louis qui meurt en 1888. Une grève éclate, Benjamine écarte Bertrand, remplacé par Pierre qui épouse Adeline, fille d'ouvrier. Ils ont Antonia en 1902. Adeline est tuée en 1914. L'ardoisière ferme. En 1916 Benjamine et Antonia cachent Julien, militaire en fuite. En 1917 Antonia a Alexandre de Julien, reparti. Bertrand est tué en 1918. L'ardoisière repart en 1919. Julien revient des prisons allemandes. Benjamine et Félicien meurent en 1938 et c'est Alexandre qui reprend l'entreprise.